# 수마르
수마르 미사일(Soumar missile)은 이란의 장거리 순항 미사일이다. 러시아 Kh-55를 무단 카피한 버전이다.

## 역사
2001년 이란은 우크라이나에서 러시아 Kh-55를 입수했다. 이를 통해, 사거리 2000 km인 메쉬캇 미사일을 개발했다. 사거리 3000 km인 수마르 미사일을 개발했다.

## 같이 보기
- HN-2 - 러시아 Kh-55의 중국산 카피, 사거리 1,800 km
- HN-3 - 러시아 Kh-55의 중국산 카피, 사거리 3,000 km
- 니르바이 미사일 - 러시아 Kh-55의 인도산 카피, 사거리 1,500 km
- 야 알리 (미사일)